# 债务危机
债务危机是一个国家无力偿还政府债务的情况。当政府的支出长期超过其税收收入时，一个国家可能会陷入债务危机。在任何国家，政府主要通过税收筹集资金来支付其支出。当税收收入不足时，政府可以通过发行债务弥补差额。
债务危机是大规模公共债务相对于税收收入扩散的总称，特别是在20世纪80年代的拉丁美洲国家，自2000年代中期以来的美国和欧盟。